# L'Impartial de Bruges
L'Impartial de Bruges was een radicaal-liberaal dagblad dat in Brugge verscheen van 1844 tot 1873.

## Alphonse Bogaert
De stichter van de Impartial was Alphonse Bogaert (Brugge, 11 februari 1821 - 28 mei 1869), zoon van Daniel Bogaert-Dumortier en kleinzoon van Joseph Bogaert.
Hij werkte vanaf 1840 bij zijn vader, die in dat jaar een publiciteitsblad oprichtte onder de naam Annonce de Bruges et de la Province. In 1844 verving Alphonse dit door een nieuwsblad onder de naam L'Impartial de Bruges.
Hij trouwde dat zelfde jaar met Clémentine Maignien (1822-1869), dochter van atheneumleraar Gabriel Maignien en van lerares Agnès Vasseur. Het jonge paar kreeg verschillende kinderen, van wie enkele kort na de geboorte overleden. Vier bereikten de volwassen leeftijd.
In 1859 kwam het tot een feitelijke scheiding tussen het echtpaar en Bogaert verhuisde naar Kortrijk. Hij gaf er het liberaal nieuwsblad Le Mémorial de Courtrai et de l'Arrondissement uit.
In Brugge bleef zijn echtgenote de drukkerij en de krant verder leiden, met de hulp van haar broer Edouard Maignien (1821-1868), afdelingshoofd bij de provincie West-Vlaanderen. Alphonse keerde in 1869 naar Brugge terug om er te sterven.

## L'Impartial de Bruges
De liberale partij kon zich sedert 1837 verheugen in een krant die haar steunde, de Journal de Bruges van Philippe Chrétien Popp. Een deel van de liberalen, die deze krant veel te 'braaf' vond, steunde onmiddellijk de meer radicale ingesteldheid van Bogaert. Tot deze groep behoorden:
- Charles Devaux (1797-1861), de provinciale griffier,
- Paul Devaux, de 'vader des vaderlands',
- de gebroeders William en Georges Chantrell,
- Jean Goddyn, de stadsontvanger,
- Vincent Deljoutte (1814-1862) de stadssecretaris,
- Louis Boyaval-Holvoet, de directeur van de belastingen,
- zijn zoon Jules Boyaval (1814-1879), de burgemeester van Brugge.

Vanaf zijn verschijnen bleek dat het blad helemaal niet 'impartial' (onpartijdig) was, zoals de titel vermeldde, maar integendeel zeer uitgesproken en vaak controversiële stellingen verdedigde. De botsingen met de gematigde Journal de Bruges waren dan ook talrijk. Er werden ook scherpe discussies gevoerd met de katholieke krant La Patrie. Bij elke lokale of nationale verkiezing maakte de Impartial reclame voor de door hem gesteunde kandidaten. Zowel de krant als de door Bogaert gedrukte boeken situeerden hem als francofoon, vrijdenkend, hevig antiklerikaal, propagandist voor het rijksonderwijs en tegenstander van het katholiek onderwijs. Hij werd lid van de Brugse vrijmetselaarsloge Les Vrais Amis Réunis.
De krant kwam ook in hevige botsing met andere radicale kranten, zoals De Hoop van Brugge en Het Brugsche Vrije. De roddels en persoonlijke aanvallen bleven niet achterwege.
Vanaf 1860, na het vertrek van Bogaert, werd de toon van  L'Impartial bezadigder. Nadat Clémentine Maignien en haar broer waren overleden en de oudste zoon Léon Bogaert de leiding kreeg, luidde dit het einde van de krant in. In 1872-73 evolueerde de Impartial tot een katholiek blad. Guido Gezelle was er enige tijd redacteur. In de loop van 1873 verdween de krant helemaal.